# ブリアテクスト
ブリアテクスト （Briatexte、オック語:Britèsta）は、フランス、オクシタニー地域圏、タルヌ県のコミューン。

## 地理
ブリアテクストは、ジルサンスとグロレの中間、ダドゥ川と県道631号線に面する。

## 歴史
ブリアテクストは、1287年にカルカソンヌの奉行であったシモン・ド・ブリズテストによって建設されたバスティッドである。ブリズテストはフランス王フィリップ4世の代理である。ブリアテクストの地には、かつて1212年にシモン・ド・モンフォールによって壊滅させられたカタリ派の村、トゥエルがあった。この新しいバスティッドは隣接するサン・ゴーザンスからの侵入を阻止していた。
ブリアテクストは王権の確立が成功した例であった。その設計図には長方形が含まれ、全てが幾何学上に表されていた。広場の正方形の四辺は、メインストリートを形成し、様々な大きさの区画を区切っていた。
14世紀に要塞化されたブリアテクストは、ユグノー戦争の混乱の中に落とされた。プロテスタントに改宗した住民たちは、どんな攻撃もされないように要塞を作ったのである。広場の南半分を占めていた教会は、1574年頃に破壊された。そこにプロテスタントの教会が建てられた。この苦しんだ時代からの優れた建物もあり、シャトー通りにある。そこは、17世紀初頭のプロテスタントのコンシュル、モンタリヴェの住居であった。
1622年に起きた第一次ユグノー反乱のさなか、ヴァンドーム公セザール率いる7000人の歩兵と500人の騎兵からなるカトリック軍が、ロンベズを攻略し燃やし尽くした後にブリアテクストを包囲した。この地を指揮したのはフォーコン隊長、そしてこの地方のプロテスタント派首領であるマローズ侯爵アンリ・ド・ブルボン（アンリ4世が洗礼時の代父）であり、500人の兵士たちの首領となっていた。援軍と、マローズ侯爵が提供した火薬のおかげで、フォーコン隊長は一か月に及んだ包囲を支援し、5度の攻撃を押し戻した。支援者であったマローズ侯爵は、サン・ポール・ド・ダミアットにおいて2000人の歩兵と200人の騎兵とともにあった。モンペリエを包囲していたルイ13世による援軍を知らされ、ヴァンドーム公は2000発の大砲を放って1500人の兵士を失った後に、包囲を解いた。
ナントの勅令廃止後にカトリックが国教に戻ると、1629年にバスティッドは自らの防衛設備を取り除かれ、1685年にプロテスタント教会は破壊された。
現在、教会は古い防衛設備の外側にたっている。ダドゥ川は町における防衛の最後の砦となって残る。橋に立つと、絵画のように美しい風車や鳩小屋を見ることができる。

## 人口統計
| 1962年 | 1968年 | 1975年 | 1982年 | 1990年 | 1999年 | 2006年 | 2014年 |
| ------ | ------ | ------ | ------ | ------ | ------ | ------ | ------ |
| 1340   | 1546   | 1791   | 1865   | 1800   | 1662   | 1701   | 2020   |

参照元:1962年から1999年までは複数コミューンに住所登録をする者の重複分を除いたもの。それ以降は当該コミューンの人口統計によるもの。1999年までEHESS/Cassini、2006年以降INSEE。

## ギャラリー

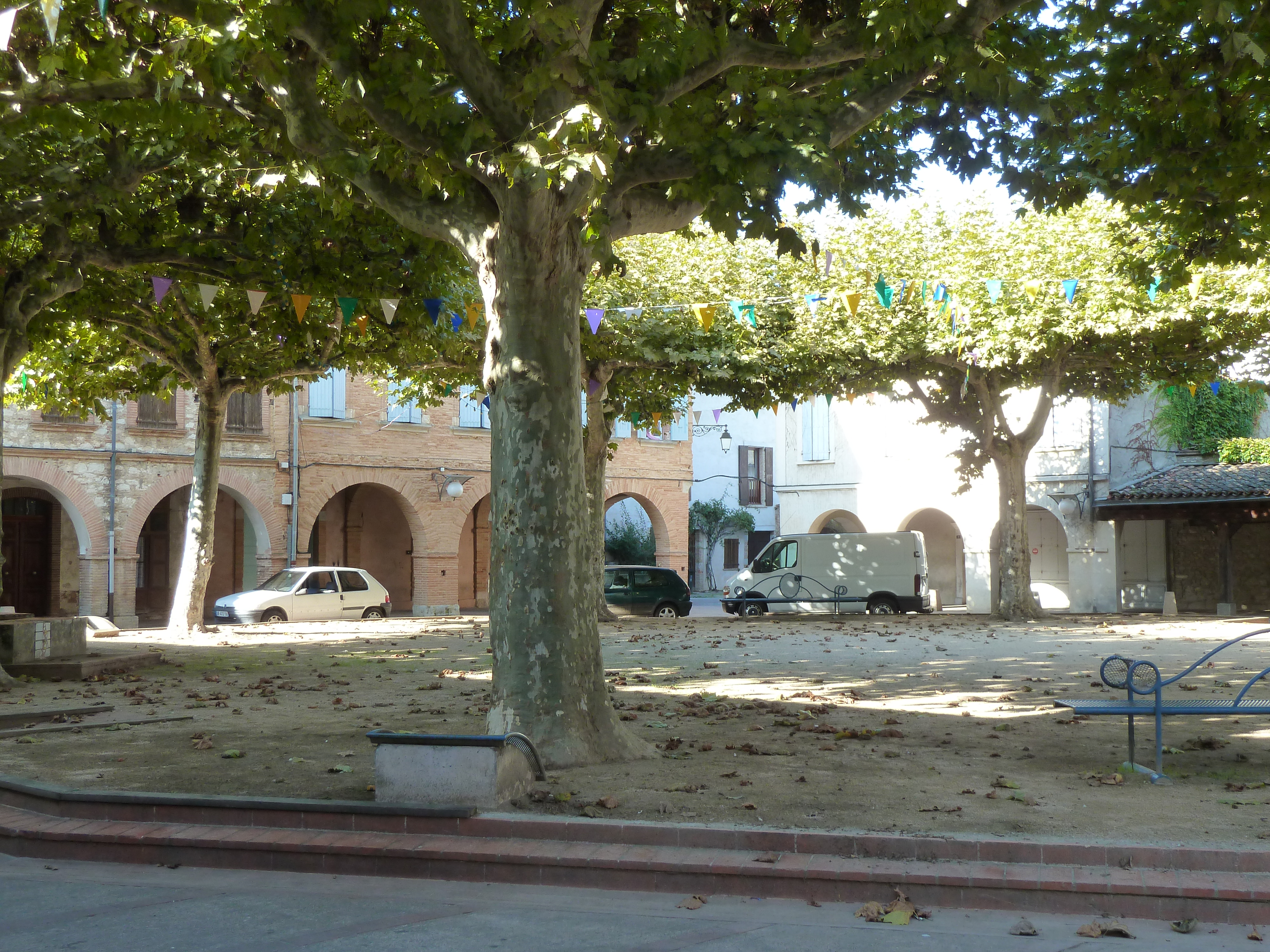
クヴェール広場
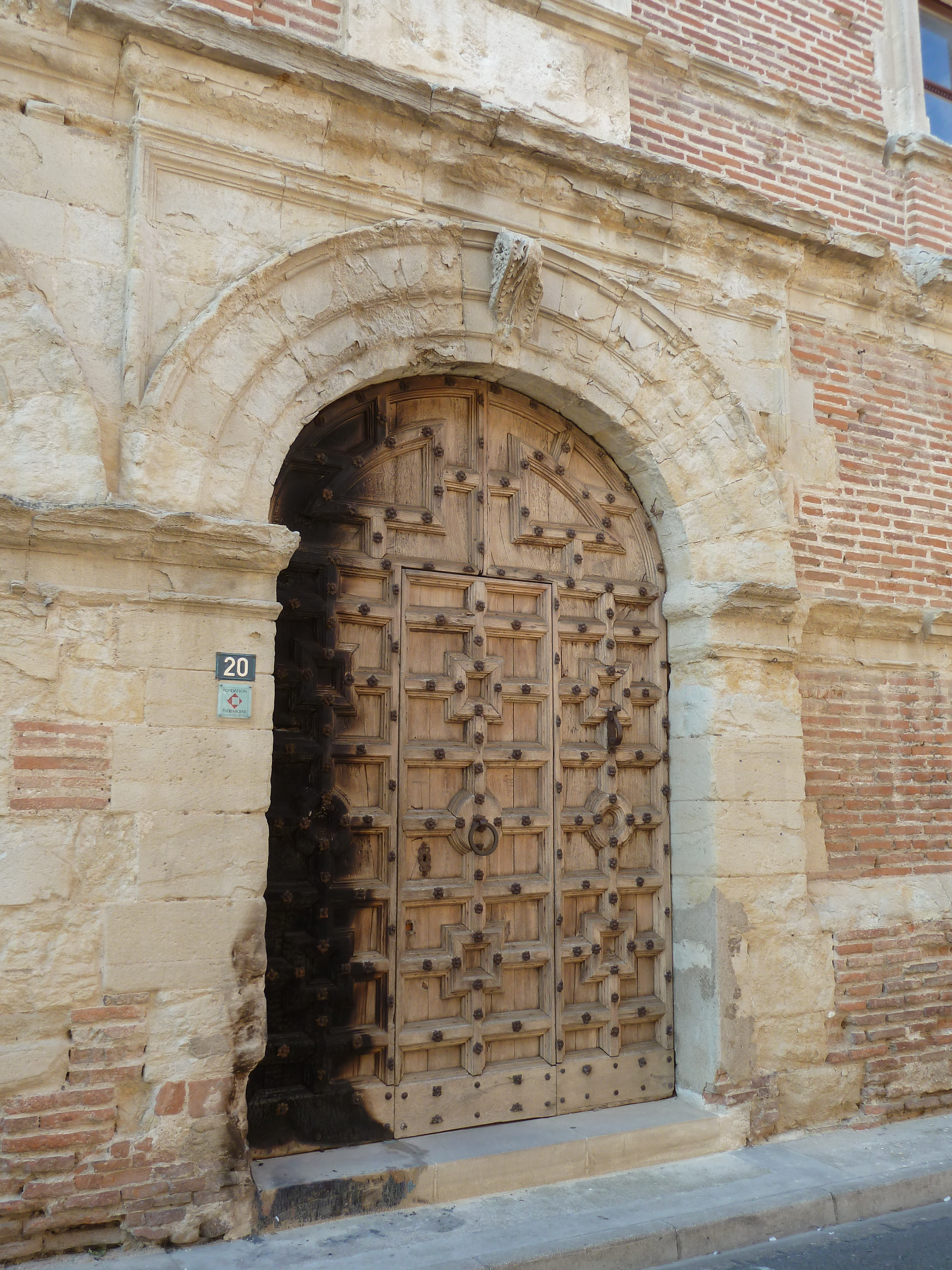
古いシャトーの入り口
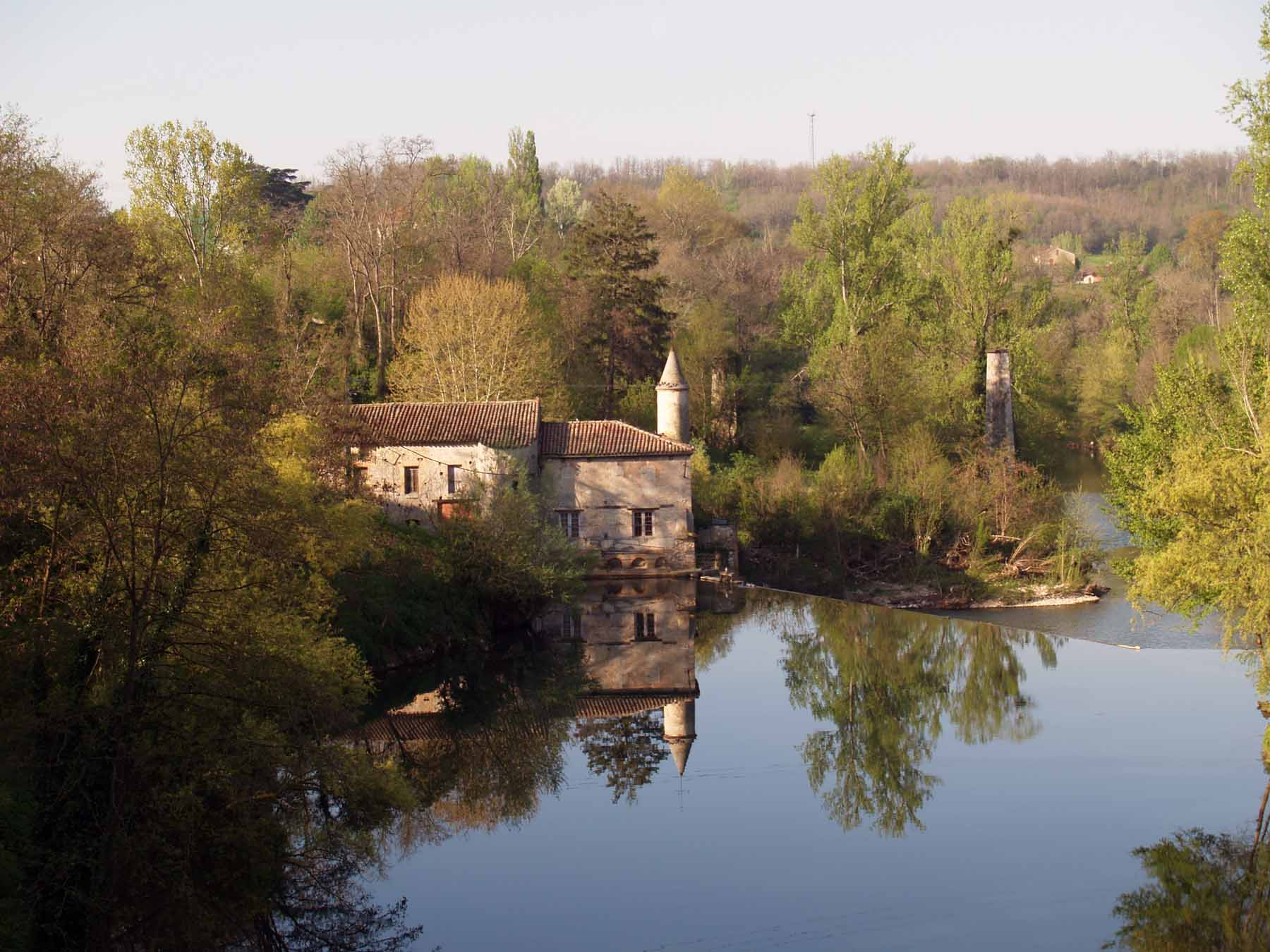
ダドゥ川の水車